# 妻 (テレビドラマ)
『妻』（つま、原題：아내）は、1982年にKBSで放送された韓国の連続テレビドラマで、2003年にリメイクされてKBS2で放送された。脚本は共にチョン・ハヨンが書いた。
妻子ある男ハン・サンジンが記憶を失い、ミン・ヨンテとなって生きている。このヨンテとなったサンジン、それに記憶喪失前の妻ナヨンと記憶喪失後の妻ヒョンジャの3人をめぐる人間関係を描いた作品である。1982年のオリジナル作品ではサンジン、ナヨン、ヒョンジャをそれぞれハン・ジニ、キム・ジャオク、ユ・ジインが演じ、2003年のリメイク作品ではそれぞれユ・ドングン、キム・ヒエ、オム・ジョンファが演じた。
脚本を書いたチョン・ハヨンは1970年ごろから映画の脚本を書いていて、テレビドラマでは本作『妻』や1990年代以降に長編歴史ドラマ『王妃チャン・ノクス』や『明成皇后』、『辛旽』（シンドン）、『インス大妃』などを書いている。

## 2003年版
1982年に放送された『妻』の脚本を書いたチョン・ハヨンがみずからリメイクして、2003年1月6日から2003年7月1日まで毎週月曜と火曜の午後9時55分からの枠で毎回約60分間放送された。演出はキム・ヒョンジュンとキム・ウォニョンが担当した。全52話。1982年のオリジナル作品でハン・ジニが演じたサンジン役をユ・ドングンが演じ、キム・ジャオクが演じたナヨン役をキム・ヒエが、ユ・ジインが演じたヒョンジャ役をオム・ジョンファが演じた。ナヨン役のキム・ヒエはこの作品によって第39回百想芸術大賞のTV部門で最優秀女優演技賞を受賞した。

## 登場人物（2003年版）

### 主要人物
ハン・サンジン、ミン・ヨンテ
演 - ユ・ドングン
ハン・サンジンは記憶を失い、ミン・ヨンテとなってヒョンジャと生活し結婚している。
キム・ナヨン
演 - キム・ヒエ
サンジンの妻。
ソ・ヒョンジャ
演 - オム・ジョンファ
ヨンテの妻。

### キム・ナヨンの周辺人物（2003年版）
ナム・ヒョンピル
演 - チョン・ボソク
トンナム建設の専務で後継者。サンジンとナヨンとは大学の同窓生でサンジンの後輩。夫サンジンが行方不明になったナヨンを支え恋人になる。
ハン・ミンジュ
演 - ムン・グニョン
サンジンとナヨンの娘。
ハン・サンヒ
演 - ソン・チェファン
サンジンの妹。
ハン・サンホ
演 - キム・スンス
サンジンの弟。
キム・ユンジュ
演 - イ・ユリ
ハン・サンホの恋人。
チョン・ソンスク
演 - ホ・ユンジョン
ナヨンの大学時代の先輩。

### ソ・ヒョンジャの周辺人物（2003年版）
クムチョン出身の奥さん
演 - ユン・ミラ
ヨンナンの母。未亡人。ヒョンジャにとって母親のような人。
ヨンナン（ヨンラン）
演 - ユン・ジスク
クムチョン出身の奥さんの娘。
パク・タルス
演 - チョン・ウンピョ
ヨンナンの夫。
ヤン・ドンパル
演 - キム・サンスン
ソウルリゾートの機関室の管理人。